# Борьба на Всероссийской спартакиаде 2022
Всероссийская спартакиада 2022 по спортивной борьбе прошла в городе Казань (Татарстан) с 21 по 26 августа, где приняли участие спортсмены в трёх стилях борьбы (женская, вольная и греко-римская борьба). В каждой весовой категории было заявлено по 16 участников.

## Медалисты[4]

### Вольная борьба
| Категория | Золото                                                    | Серебро                                               | Бронза                                                                                |
| --------- | --------------------------------------------------------- | ----------------------------------------------------- | ------------------------------------------------------------------------------------- |
| До 57 кг  | Рамиз Гамзатов · Дагестан                                 | Муса Мехтиханов · Дагестан                            | Петр Копылов · Якутия Муслим Садулаев · Чечня                                         |
| До 61 кг  | Ахмед Идрисов · Дагестан                                  | Абасгаджи Магомедов · Дагестан                        | Муслим Мехтиханов · Дагестан Чермен Тавитов · Северная Осетия                         |
| До 65 кг  | Шамиль Мамедов · Москва                                   | Гаджимурад Рашидов · Дагестан                         | Арипгаджияв Абдулаев · Дагестан Алик Хадарцев · Северная Осетия                       |
| До 70 кг  | Курбан Шираев · Дагестан                                  | Загир Шахиев · Дагестан                               | Алан Кудзоев · Северная Осетия Иналбек Шериев · Кабардино-Балкария                    |
| До 74 кг  | Разамбек Жамалов · Дагестан                               | Давид Баев · Ханты-Мансийский автономный округ — Югра | Артем Умаров · Московская область Тимур Бижоев · Кабардино-Балкария                   |
| До 79 кг  | Магомед Магомаев · Брянская область                       | Гаджимурад Алихмаев · Брянская область                | Кахабер Хубежты · Северная Осетия Ахмед Усманов · Дагестан                            |
| До 86 кг  | Артур Найфонов · Ханты-Мансийский автономный округ — Югра | Малик Шаваев · Крым                                   | Даурен Куруглиев · Дагестан Славик Наниев · Ханты-Мансийский автономный округ — Югра  |
| До 92 кг  | Гурам Черткоев · Северная Осетия                          | Владислав Валиев · Северная Осетия                    | Алан Багаев · Ханты-Мансийский автономный округ — Югра Магомедмурад Байбеков · Москва |
| До 97 кг  | Алихан Жабраилов · Дагестан                               | Гаджимагомед Тажудинов · Дагестан                     | Сергей Козырев · Чувашия Игорь Овсянников · Красноярский край                         |
| До 125 кг | Эрик Джиоев · Северная Осетия                             | Виталий Голоев · Северная Осетия                      | Анзор Хизриев · Санкт-Петербург Хасан Хубаев · Северная Осетия                        |

### Греко-римская борьба
| Категория | Золото                                    | Серебро                                          | Бронза                                                                                       |
| --------- | ----------------------------------------- | ------------------------------------------------ | -------------------------------------------------------------------------------------------- |
| до 55 кг  | Амаяк Осипов · Краснодарский край         | Виктор Ведерников · Новосибирская область        | Мавлуд Ризманов · Ростовская область Альберт Хоконов · Москва                                |
| до 60 кг  | Анвар Аллахьяров · Дагестан               | Эмин Сефершаев · Ямало-Ненецкий автономный округ | Георгий Тибилов · Северная Осетия Сергей Емелин · Мордовия                                   |
| до 63 кг  | Саид-Хусейн Бакаев · Башкортостан         | Жамболат Локьяев · Мордовия                      | Рахман Тавмурзаев · Ханты-Мансийский автономный округ — Югра Марат Гарипов · Санкт-Петербург |
| до 67 кг  | Руслан Бичурин · Мордовия                 | Назир Абдуллаев · Краснодарский край             | Ален Мирзоян · Свердловская область Шохин Холназаров · Кемеровская область                   |
| до 72 кг  | Арслан Зубаиров · Калининградская область | Нарек Оганян · Воронежская область               | Гарик Гюлумян · Ростовская область Магомед Ярбилов · Ростовская область                      |
| до 77 кг  | Сергей Кутузов · Тюменская область        | Адлет Тюлюбаев · Московская область              | Абуязид Манцигов · Владимирская область Сергей Степанов · Новосибирская область              |
| до 82 кг  | Роман Власов · Новосибирская область      | Магомедгаджи Раджабов · Московская область       | Хамид Исаев · Чечня Рафаэль Юнусов · Севастополь                                             |
| до 87 кг  | Алан Остаев · Краснодарский край          | Милад Алирзаев · Дагестан                        | Александр Комаров · Санкт-Петербург Магомед Муртазалиев · Дагестан                           |
| до 97 кг  | Артур Саргсян · Владимирская область      | Александр Головин · Краснодарский край           | Никита Мельников · Красноярский край Илья Ермоленко · Ростовская область                     |
| до 130 кг | Сергей Семёнов · Москва                   | Виталий Щур · Кемеровская область                | Марат Кампаров · Москва Курбан Нажмудинов · Москва                                           |

### Женская борьба
| Весовая категория | Золото                                       | Серебро                                   | Бронза                                                                         |
| ----------------- | -------------------------------------------- | ----------------------------------------- | ------------------------------------------------------------------------------ |
| До 50 кг          | Надежда Соколова · Новгородская область      | Валерия Чепсаракова · Кемеровская область | Мария Тюмерекова · Кемеровская область Анжелика Фёдорова · Кемеровская область |
| До 53 кг          | Анжелика Ветошкина · Санкт-Петербург         | Екатерина Вербина · Дагестан              | Милана Дадашева · Дагестан Наталья Малышева · Хакасия                          |
| До 55 кг          | Екатерина Полещук · Краснодарский край       | Венера Нафикова · Санкт-Петербург         | Александра Скиренко · Краснодарский край Севиль Назарова · Якутия              |
| До 57 кг          | Ольга Хорошавцева · Красноярский край        | Марина Симонян · Ростовская область       | Ирина Ологонова · Бурятия Мария Бузарова · Москва                              |
| До 59 кг          | Анастасия Сидельникова · Кемеровская область | Юлия Алборова · Москва                    | Александра Андреева · Калининградская область Хадижат Муртузалиева · Дагестан  |
| До 62 кг          | Алина Касабиева · Крым                       | Анастасия Яковлева · Чувашия              | Светлана Липатова · Татарстан Анжела Фоменко · Москва                          |
| До 65 кг          | Екатерина Кошкина · Татарстан                | Амина Танделова · Крым                    | Мария Лачугина · Воронежская область Ульяна Тукуренова · Бурятия               |
| До 68 кг          | Ханум Велиева · Красноярский край            | Вусала Парфианович · Московская область   | Наталья Федосеева · Кемеровская область Лиза Дудаева · Красноярский край       |
| До 72 кг          | Ксения Буракова · Дагестан                   | Марина Суровцева · Санкт-Петербург        | Эльмира Халаева · Кемеровская область Ольга Козырева · Краснодарский край      |
| До 76 кг          | Евгения Захарченко · Дагестан                | Екатерина Букина · Московская область     | Кристина Шумова · Красноярский край Мария Силина · Краснодарский край          |